# Combate de Punta Lara (junio de 1828)
El Combate de Punta Lara entre las escuadras de la República Argentina y del Imperio del Brasil se produjo frente a las costas de esa localidad bonaerense entre el 16 y el 19 de junio de 1828.

## Antecedentes
A comienzos del mes de abril de 1827 se produjo el Combate de Monte Santiago, la mayor derrota naval de la escuadra republicana que al mando de Guillermo Brown había conseguido hasta entonces, pese a la gran disparidad de fuerzas, ofrecer una fuerte resistencia a la escuadra imperial llegando a destruir una de sus divisiones en la batalla de Juncal, recuperar la isla Martín García y atacar a sus adversarios en aguas de Colonia del Sacramento y Montevideo.
Desde ese momento, se vio fortalecido el bloqueo del puerto de la ciudad de Buenos Aires y la acción naval republicana se centró en la actividad corsaria, en extremo ruinosa para el Brasil.
La escuadra republicana en el Río de la Plata quedó reducida a pocas y pequeñas naves, muchas de ellas capturadas en la acción de Juncal. El 3 de junio de 1828 el comandante Santiago Jorge Bynnon salió a cruzar sobre las costas del Brasil con el bergantín goleta Federal (ex Sin Par, comandante Juan King) y la goleta Sarandí (comandante Andrés Chalmers, o Chalmey). El crucero duró sólo un mes y produjo cuatro presas pero restó a Brown dos de las mejores naves remanentes.
El 5 de junio partió la cañonera N° 7 y el 9 hizo lo propio en protección de un convoy la cañonera Nª 10. Ese mismo día se tuvieron noticias de la destrucciòn del bergantìn goleta 8 de Febrero  al mando de Tomás Espora en el Combate de los Bajíos de Arregui.
Espora y su segundo Antonio Toll fueron capturados y ambos oficiales fueron llevados ante el comandante brasileño Juan Francisco de Oliveira Botas (Joao das Botas), quien impresionado por su valor solicitó al almirante Rodrigo Pinto Guedes que fueran canjeados, lo que fue aceptado, hecho único de la guerra ya que era política del mando brasilero no acceder a intercambio alguno.
El 10 de junio Espora y Toll dejaron Montevideo en la corbeta Liberal y el 11 de junio arribaban a Buenos Aires. Ese mismo día entraban a puerto la sumaca Uruguay (Francisco José Seguí) goletas 11 de Junio y 30 de Julio y la cañonera N° 12 convoyando 7 buques menores. Tras el fracaso el día 15 por falta de vientos favorables de una misión de convoy encargada a la cañonera N° 4, las fuerzas que pronto se enfrentarían quedaban definidas.

## La batalla del Brandsen
En la mañana del 16 de junio de 1828 la escuadra brasileña al mando de James Norton interceptó con una reducida división de su escuadra encabezada por el bergantín Níger, corsario capturado por los imperiales, al bergantín Brandsen, buque corsario al mando del sargento mayor de marina Jorge De Kay, que procuraba acceder al canal sur del puerto de Buenos Aires tras un exitoso crucero. Tras poner rumbo al puerto alternativo de Ensenada de Barragan varó sobre el banco Palo Blanco (Monte Santiago), afortunadamente al alcance de los fuegos de la batería Bravo General Brown dependiente de la subdelegación de Ensenada a cargo del teniente coronel Ignacio Inarra.
Un primer intento de abordaje de los imperiales fracasó y se vieron obligados a retirarse dejando varado al bergantín goleta Constanza (a) 3 de Enero. El Brandsen ofreció una dura resistencia hasta que al agotar sus municiones y ante las graves averías que presentaba su nave,  De Kay efectuó un cañonazo dirigido a la quilla de su propio buque para desfondarlo y desembarcó con la mayor parte de su dotación que siguió luchando desde las baterías emplazadas en la costa, mientras otros 25 hombres se mantenían a bordo cayendo 14 de ellos prisioneros de los brasileños cuando estos abordaron finalmente el buque.
En la noche la batería continuó el fuego hasta las 22. Por la noche los brasileños aligeraron e intentaron rescatar el buque pero el balazo en el fondo lo impidió, por lo que lo incendiaron. A las cuatro de la mañana del 17 la batería abrió nuevamente fuego y bajó a la playa una pieza volante de a 8 para rechazar los botes enemigos. A las 7:30 de la mañana (8 según el subdelegado) los brasileños hicieron volar la santabárbara pero al quedar sólo vestigios de pólvora el casco permaneció en su varadura.
Un bote al mando del mayor Burgos se apoderó del Constanza y tomó prisionero a su comandante John Williams y a tres marineros, rescatando a quince prisioneros del Brandsen que permanecían a bordo.
A bordo del Niger, que había perdido a cerca de treinta hombres, Norton fue herido de gravedad en su brazo derecho, que luego le fue amputado.

## Combate del 19 de junio
En la ciudad "a las siete y media de la mañana [del 17 de junio]  se observó sobre la Punta de los Quilmes elevarse repentinamente una gran humareda como explosión de buque incendiado." A las 9 de la mañana se recibieron noticias del subdelegado de Ensenada y se dieron órdenes de alistar la escuadra.
El 18 de junio a las 15:30 la flotilla republicana compuesta del bergantín Balcarce, goletas Maldonado (insignia), 9 de Febrero (Leonardo Rosales), 29 de Diciembre (John Halstead Coe), 11 de Junio y 30 de Julio, sumaca Uruguay (Francisco José Seguí) y cañoneras N° 4, 6, 8 y 12 se dio a la vela desde Los Pozos en auxilio del bergantín Brandsen pero los vientos fueron desfavorables y cuando llegaron a Punta Lara en la mañana del 19 ya hacia tiempo era tarde para salvar al Brandsen.
Permanecían aún en el sitio 3 bergantines (Caboclo, 29 de Agosto, Maranhao) y 3 goletas brasileras (Concepción, Unión y La Bombardera), con los que la escuadra republicana inició el combate a las 8 y media de la mañana.
Se reincorporó durante el combate el bergantín Níger trayendo al nuevo comodoro Joao das Botas que sustituía a James Norton, herido de gravedad el día anterior en la lucha con el Brandsen, dos corbetas (una de ellas la Liberal) y el bergantín goleta 2 de Julio.
Mientras que la cañonera N° 12 (Castañón) no llegó a incorporarse a la escuadra republicana, sí lo hizo la cañonera N° 9 tripulada por hombres de la goleta 8 de Febrero.
Durante el combate la N° 4 que por negligencia de su comandante Manuel Rodríguez había sotaventeado ante un bergantín enemigo "arrió la bandera cobardemente. Este mal oficial luego que se rindió, pasó con su bote y cinco hombres a bordo del buque enemigo, entregando nuestro plan de señales".
Aunque se libró en aguas con profundidad suficiente como ára maniobrar, la escuadra imperial se dejó atravesar en dos oportunidades por la flotilla republicana. A las 11 de la mañana la cañonera N° 4 pudo ser represada y la escuadra republicana puso rumbo a Ensenada sosteniendo un fuerte cañoneo hasta las 16 horas, ingresando luego a puerto. Brown tuvo en el encuentro a resultas una explosión de pólvora dos muertos y resultaron heridos el capitán del Uruguay (Seguí), un guardiamarina y 3 marineros.
Al anochecer, la escuadra imperial se replegó al este del Banco Chico para vigilar el acceso al puerto de la ciudad de Buenos Aires, dejando a la 9 de Janeiro varada junto al Brandsen. Por su parte, la escuadra argentina empleó la mañana siguiente en sacar cañones y aparejos de la brasileña 9 de Janeiro y a las 13 del 20 fondearon cerca del Brandsen. Su casco estaba tan estropeado que se renunció a salvarlo y los restos de ambos buques fueron quemados.